# ペルジーナ

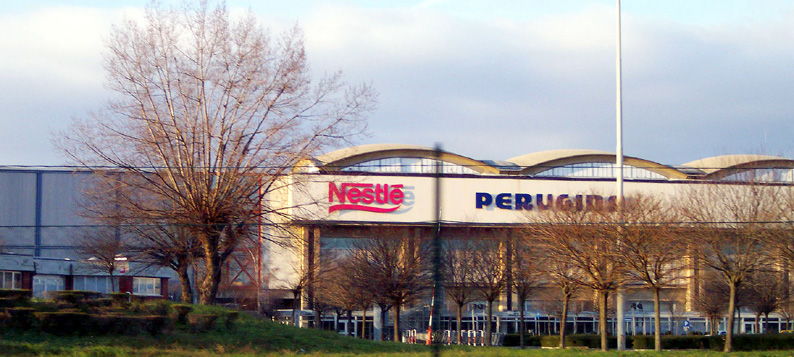
ペルジーナ社

ペルジーナ （Perugina） は、イタリアの食品工業会社。現在、ネスレの傘下である。

## 代表的な商品
- Baci - チョコレート。「Baci」は「Bacio（バーチョ）」、「キス」の複数形の意味。中には名言やことわざが書かれた「Cartiglio」という小さな紙切れが入っている。

## 参照
- ナポリズム Perugina（ペルジーナ）工場
- イタリア：Perugina チョコレート博物館＆工場見学 イタリアに恋して・・・/ウェブリブログ
- Bacio Perugina （バーチョ・ペルジーナ）の小さな紙。 - ペルージャな平日
- イタリアの Baci （バーチ）チョコレート♪ イタリアに恋して・・・/ウェブリブログ